# Ipomoea bipedunculata
Ipomoea bipedunculata är en vindeväxtart som beskrevs av Charles Baron Clarke. Ipomoea bipedunculata ingår i släktet praktvindor, och familjen vindeväxter. Inga underarter finns listade i Catalogue of Life.